# Gō Koyama
Gō Koyama (jap. 小山 剛, Koyama Gō; * 18. April 1960 in Tokio) ist ein japanischer Rechtswissenschaftler und Professor für Verfassungsrecht an der Keiō-Universität (Tokio).

## Leben
In den Jahren 1979 bis 1986 studierte Koyama Rechtswissenschaft an der Keiō-Universität. Ab 1987 verbrachte er als DAAD-Stipendiat einen zweijährigen Forschungsaufenthalt an der Universität zu Köln (Lehrstuhl Klaus Stern).
Von 1990 bis 1993 lehrte Koyama an der präfekturellen Frauenkurzhochschule Aichi (Nagakute). Danach wechselte er an die Juristische Fakultät der Meijō-Universität (Nagoya), wo er bis März 2002 lehrte. Im Jahr 2001 war Koyama als Gastprofessor an der Albert-Ludwigs-Universität Freiburg tätig.
Seit April 2002 lehrt Koyama an der Keiō-Universität, wo er 2004 zum ordentlichen Professor für Verfassungsrecht ernannt wurde.
Koyama ist derzeit Gutachter der japanischen Forschungsgesellschaft für deutsches Verfassungsrecht (ドイツ憲法判例研究会, Doitsu kempō hanrei kenkyūkai), Mitglied der Kommission für Menschenrechte von Broadcasting Ethics & Program Improvement Organization (BPO; 放送倫理・番組向上機構, Hōsō rinri bangumi kōjō kikō) sowie ständiges Vorstandsmitglied der „Japanischen Gesellschaft für Öffentliches Recht“ (日本公法学会, Nihon kōhōgakkai).

## Wissenschaftliches Wirken
Seine Forschungsschwerpunkte sind u. a.:
- Grundrechtstheorie
- Vergleichendes Verfassungsrecht
- Polizei- und Ordnungsrecht
- Medienrecht

## Schriften (Auswahl)
- Kihonken hogo no hōri (基本権保護の法理, „Die grundrechtliche Schutzpflicht“). (Schriftenreihe der Juristischen Fakultät der Meijō-Universität Band 3). Seibundō, Tokio 1998, ISBN 4-7923-0289-7.
- Kihonken no naiyō keisei: Rippō ni yoru kempō kachoku no jitsugen (基本権の内容形成―立法による憲法価値の実現, „Die Ausgestaltung der Grundrechte. Zur Verwirklichung der Verfassungsvorgaben durch Gesetzesrecht“). Shōgakusha, Tokio 2004, ISBN 4-86031-025-X.
- „Kempōjō no kenri“ no sahō (「憲法上の権利」の作法, „Schemata der ‚Grundrechte‘“), 2. Auflage. Shōgakusha, Tokio 2011, ISBN 978-4-86031-088-2. (Koreanische Ausgabe übersetzt von Min Byoungro (Hanja 閔炳老), Chonnam National University Press, Gwangju 2013, ISBN 978-89-6849-058-3)
- mit Hideyuki Osawa (Hrsg.): Shimin seikatsu no jiyū to anzen (市民生活の自由と安全, „Freiheit und Sicherheit im bürgerlichen Leben“). Seibundō, Tokio 2006, ISBN 4-7923-0406-7.